# Gustaf Nilsson (Bielke)
Gustaf Nilsson (Bielke), död 1341 eller 1342, var en svensk riddare, riksråd och lagman. Son till Nils Kettilsson (Bielke) och Bengta Algotsdotter.

## Biografi
Nilsson var son till  Nils Kettilsson (Bielke). Han blev 1330 väpnare och 1335 riddare. Han nämns som riksråd och lagman i Tiohärads lagsaga. Nilsson avled 1341 eller 1342.
Han var redan 18 januari 1336 nämnd som lagman dominum gøzstauum niclisson, eller möjligen fogde på Varberg:
| ”               | Kung Magnus förordnar att alla Finnvedens invånare som ännu ej erlagt innevarande års laga gärder, skall på anmaning av herr Gösta Nilsson eller hans bud erlägga dem samt föra dem till Varberg. | „ |
| – SDHK-nr: 4213 | |   |

Han nämns som lagman i Tiohärads lagsaga 1341.

### Familj
Nilsson var gift med Cecilia (delad sköld). Hon var dotter till Karl Nilsson (delad sköld). De fick tillsammans dottern Ingegärd Gustafsdotter som var gift med riddaren Anders Eskilsson (lejon).